# Хайнрих I фон Вианден
Хайнрих I фон Вианден или Хенри (Анри) I дьо Вианден (на немски: Heinrich I von Vianden, „der Sonnenkönig“; * около 1210; † 1252) е граф на Графство Вианден (1214 – 1252), Люксембург, също Jure uxoris маркграф на Намюр (1229 – 1237).

## Биография
Той е големият син на граф Фридрих III фон Вианден и съпругата му Матилда (Мехтилд) фон Нойербург.
Хенри живее в замъка във Вианден, където се ползва със завидна репутация, основавайки манастир на ордена на Светата Троица във Вианден. През 1216 г. се жени за Маргьорит дьо Куртене-Намюр (* ок. 1194; † 17 юли 1270), маркграфиня на Намюр, вдовица на Раул дьо Лузинян († 1212), дъщеря на латинския император на Константинопол Пиер дьо Куртене и Йоланда Фландърска. Тя е аристократка, имаща сред предците си императори и крале.
Хенри участва в Седмия кръстоносен поход на френския крал Луи IX. Той е баща на бележития Утрехтски епископ Хайнрих I и чичо на Кьолнския архиепископ Конрад фон Хохщаден, който започва строителството на прословутата Кьолнска катедрала.

## Деца
Граф Хенри I дьо Вианден и Маргьорит дьо Куртене-Намюр имат 6 деца:
- Матилда дьо Вианден (* ок. 1216), омъжена 1235 г. за Йоан Ангел, дук на Срем († 1259);
- Пиер († 1272), катедрален провост в Св. Мартин в Лиеж 1271 и на Кьолн 1272;
- Фредерик († 1247), женен 1247 г. за Матилда фон Салм (* ок. 1223), II. за Елизабет фон Салм († пр. 1263);
- Хайнрих I (Анри) († 1267), епископ на Утрехт (1249 – 1267);
- Филип I († 1273), граф на Вианден, женен за Мари дьо Первез (* ок. 1241; † септември 1289);
- Йоланда († 1283), приорин в манастир Мариентал (1257), почитана в родината си като блажена.